# Rio Davriluvca
O Rio Davriluvca é um rio da Romênia, afluente do Ţibău, localizado no distrito de Suceava.